# Steenwijk
Steenwijk (Nedersaksisch: Steenwiek [stẽ:ʋik]of Stienwiek [stĩ:ʋik]) is een stad in de Nederlandse provincie Overijssel. Het is met 17.495 inwoners de grootste plaats in de gemeente Steenwijkerland en de grootste plaats in de Kop van Overijssel.
Op 1 januari 2001 werden de gemeenten Steenwijk, Brederwiede en IJsselham samengevoegd tot de gemeente Steenwijk. De inwoners van Brederwiede en IJsselham waren het niet eens met deze 'nieuwe' naam, omdat het leek alsof deze gemeenten door Steenwijk waren geannexeerd. Ze gaven aan een naam als "Kop van Overijssel" of "Steenwijkerland" beter te vinden. Op 1 januari 2003 is de naam van de gemeente dan ook veranderd in Steenwijkerland. Tot die gemeente behoren tevens de plaatsen Blokzijl, Vollenhove, de dorpen Kuinre en Giethoorn en nog enkele kleinere dorpen en buurtschappen.
Recente gebiedsontwikkelingen bij Steenwijk zijn Tuk-Noord, Kornputkwartier en Eeserwold.
Van oorsprong is Steenwijk een oude vestingstad. De grachten en stadswallen stammen uit de tijd van de Tachtigjarige Oorlog, toen Steenwijk een strategische plaats was in de strijd tussen de Republiek der Zeven Verenigde Nederlanden en Spanje.

## Geschiedenis
Over het vroegste verleden van Steenwijk is weinig bekend. In de stad zelf zijn uit de eerste eeuwen van haar bestaan geen geschreven bronnen bewaard. Zij zijn waarschijnlijk verloren gegaan bij een stadsbrand, die in 1523 door plunderende Gelderse troepen onder leiding van Maarten van Rossum werd veroorzaakt. 
Steenwijk is vanouds het centrum van de wijde regio, een gebied dat nu verdeeld is over de provincies Overijssel, Friesland en Drenthe. Het Friese deel van dat gebied werd in 1309 voor het eerst genoemd als Stellingwerf. De kerk van Steenwijk is de moederkerk van dat grote gebied. Dochterkerken zijn onder meer Oldeholtpade en Meppel. De oudste vermelding van Steenwijk komt voor in een akte van 13 maart 1141, waarbij de Utrechtse bisschop Hartbert de kerk van Steenwijk aan de Benedictijner abdij te Ruinen schonk. Vermoedelijk op 29 februari 1296 werd de parochiekerk van Steenwijk verheven tot de kapittelkerk van St. Clemens en werd het dorp Steenwijk verheven tot de stad Steenwijk. Voor de middeleeuwse geschiedenis van Steenwijk is een cartularium van het kapittel van St. Clemens, aangelegd rond 1500, van belang.
De Tachtigjarige Oorlog (1568 - 1648) maakte dat Steenwijk veelvuldig in beeld kwam in de vaderlandse geschiedenis. In 1568 wist het stadsbestuur de inkwartiering van Spaanse troepen door Alva nog af te kopen met 112 goudgulden, maar in 1572 namen de spanningen weer toe. Ditmaal was het Willem IV van den Bergh die Steenwijk voor Willem van Oranje veroverde. Deze staatse bezetting duurde echter slechts een paar maanden. De herovering van Zutphen door het Spaanse leger deed zulke gruwelijke berichten vooruitsnellen dat het Staatse leger al snel de stad verliet en Steenwijk weer koningsgezind werd.
Tot maart 1577 zorgde een contingent militairen uit Wallonië voor handhaving van het Spaanse gezag. De Staten van Overijssel wisten echter door betaling van achterstallige soldij deze bezettingsmacht weg te krijgen en kozen in maart 1580 de zijde van de Opstandelingen als reactie op het overlopen van de graaf van Rennenberg.
De Overijsselse Staten hadden gezorgd voor de aanwezigheid van een compagnie soldaten onder leiding van kapitein Olthof. In oktober kwam nog een 2e compagnie onder leiding van Johan van den Kornput in Steenwijk aan. Daags daarna begon de Spaansgezinde George de Lalaing, graaf van Rennenberg, met een leger van ruim 7.000 man zijn Beleg van Steenwijk (1580-1581). De beschietingen van november in dat jaar vernietigde een 70-tal woningen en vormden een ware beproeving voor de inwoners van de stad en de kleine verdedigingsmacht van slechts 600 soldaten. Het duurde tot december voordat er hulp kwam van het Staatse leger onder leiding van de Engelse overste John Norritz. Op 23 februari 1581 gaf graaf Rennenberg, inmiddels zelf zwaar ziek geworden, zijn beleg op en werd Steenwijk ontzet. Dat Steenwijk stand hield gedurende het vier maanden durende beleg was te danken aan het krachtdadige optreden van hopman Johan van den Kornput. De graaf van Rennenberg stierf enkele maanden later en werd begraven in de Martinikerk te Groningen. De uitgeputte Steenwijkers hadden overigens weinig weerstand meer en kregen in 1581 ook nog eens met een pestepidemie te maken. Van de 2.500 inwoners stierven er in korte tijd 2.300.
Al in november 1582 wisten de Spanjaarden onder leiding van Juan Baptista de Taxis Steenwijk opnieuw in bezit te nemen, waardoor de overgebleven protestanten halsoverkop de stad ontvluchtten. Steenwijk werd een Spaans bolwerk, met nog slechts 50 van de oorspronkelijke bewoners, en vormde een constante bedreiging voor de Opstandelingen. Alleen Zeeland, Holland, Utrecht en Friesland waren niet in Spaanse handen. De dreiging van een herovering door stadhouder Maurits van Oranje in 1591 zorgde voor een hernieuwde opbouw van de verdedigingswerken van de stad. In korte tijd wisten de Spanjaarden belangrijke verbeteringen aan te brengen en werd de legermacht uitgebreid tot ruim 1.000 man (voornamelijk Walen en Bourgondiërs) onder leiding van Anthonie de Coquel.

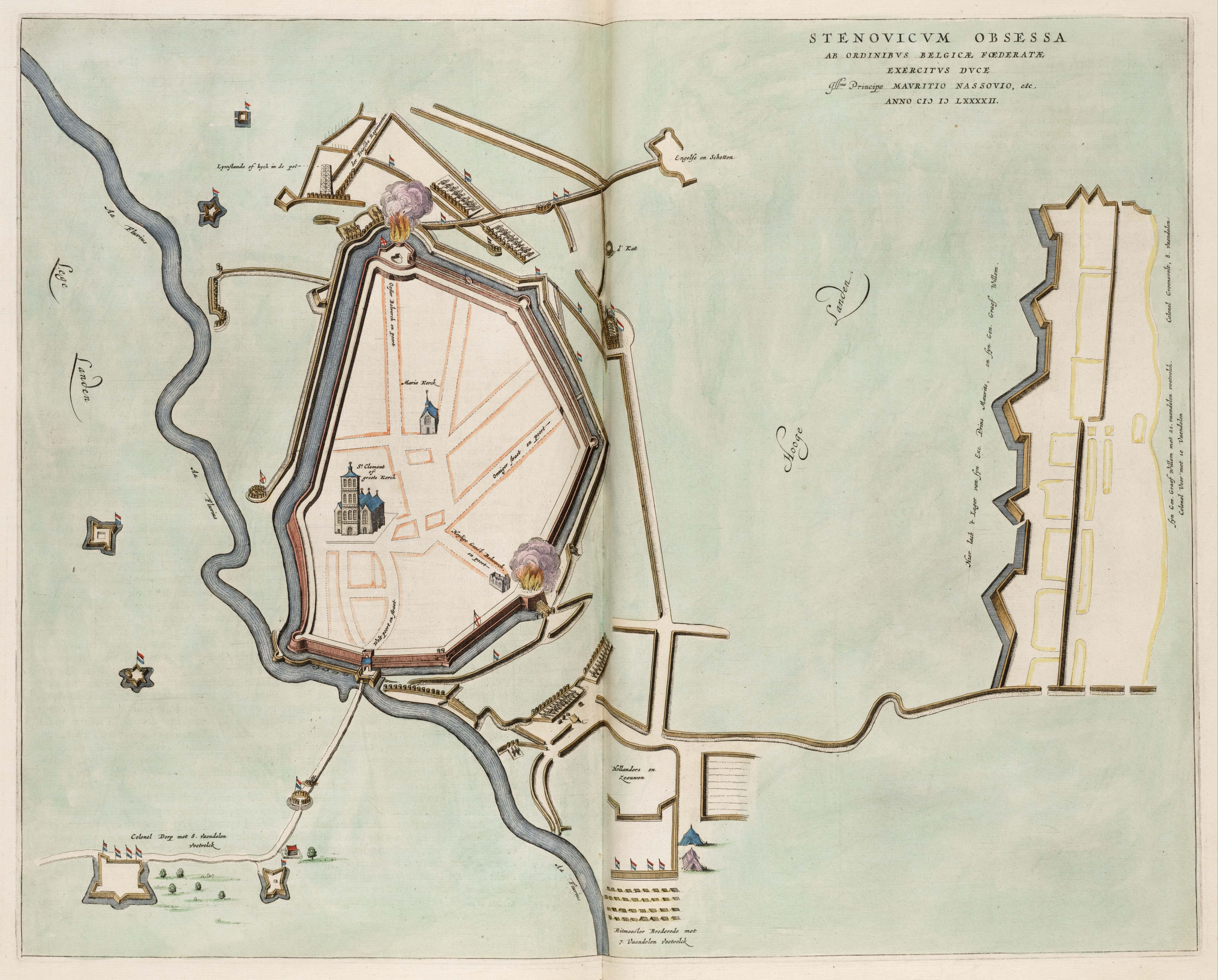
Kaart van het beleg van Steenwijk in 1592

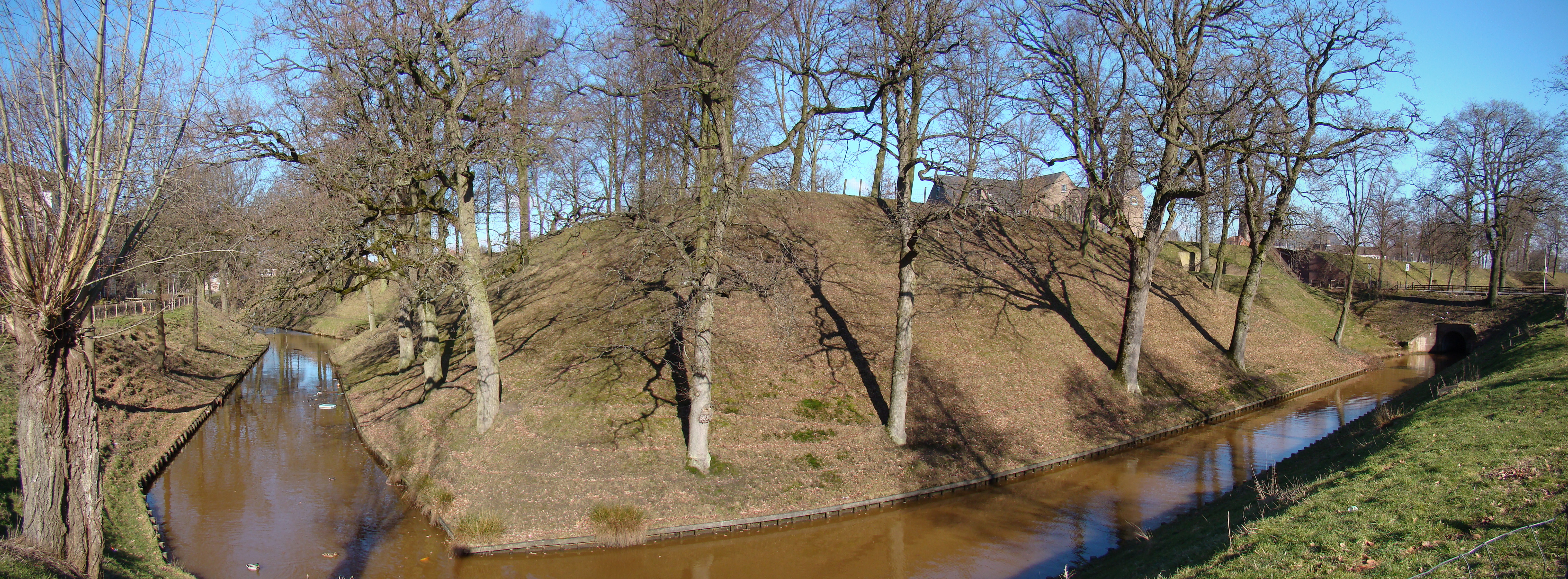
Het Kleirondeel

Toch was het allemaal niet voldoende. Op 28 mei 1592 verschenen prins Maurits en Willem Lodewijk voor de stad met een leger van 8.000 man en sloot alle toegangswegen hermetisch af, waarna Steenwijk opnieuw een beleg moest ondergaan. Op 5 juli 1592 na een heftige strijd die 44 dagen duurde gaven de Spanjaarden zich over. Ook nu had Johan van den Kornput belangrijk bijgedragen aan de verovering van Steenwijk door het Staatse leger van Maurits en zijn neef Willem Lodewijk. Al deze oorlogen en bezettingen hadden echter wel hun tol gevergd; Steenwijk was praktisch volledig in puin geschoten en de verdedigingswerken waren aan een forse opknapbeurt toe. Het duurde echter tot 1597, na een mislukte aanval van de Spaansgezinde graaf Frederik van den Bergh, voordat de Raad van State de middelen beschikbaar stelde voor wederopbouw van de verdedigingswerken.

## Geografie
Steenwijk ligt in de kop van Overijssel op de grens van enkele stuwwallen (de Woldberg en de Havelterberg) en het laagveengebied van Giethoorn, De Wieden en De Weerribben. Door Steenwijk stroomt van oorsprong een kleine rivier, de Steenwijker Aa, die ontstaan is door smeltwater. Later is deze Steenwijker Aa gekanaliseerd en heet dan vanaf Steenwijk het Steenwijker Diep en deze maakte de stad bereikbaar voor scheepvaart. Aan het Steenwijker Diep ligt een kleine jachthaven. Het stadsbeeld wordt bepaald door de Sint Clemenstoren, met zijn hoogte van 87 meter de veertiende hoogste kerktoren van Nederland.
De naam houdt verband met de vele zwerfstenen die in de omgeving in de grond zitten.
De stad heeft een regionale functie (winkels, scholen, werkgelegenheid) voor een grote regio (Kop van Overijssel, Zuidwest-Drenthe).
Steenwijk vierde in 2005 dat het 750 jaar eerder stadsrechten kreeg.

### Wijken en industrieterreinen
De stad Steenwijk bestaat uit de volgende wijken:
- Beitel
- Clingenborgh
- Oostwijken
- Steenwijk-Centrum
- De Gagels
- Stationsbuurt
- Torenlanden
- Steenwijkerdiep
- Oostermeenthe
- Nieuwe Gagels
- Woldmeenthe
- Dennenallee (Paddenpoel)
- Steenwijk-West
- Kornputkwartier
- Bergstein (in aanbouw)
- Eeserwold (in aanbouw)

In Steenwijk liggen twee grotere industrieterreinen:
- Groot Verlaat
- Dolderkanaal

Binnen de bebouwde kom van Steenwijk liggen twee dorpen:
- Tuk
- Zuidveen

## Verkeer en vervoer

### Wegen
De stad Steenwijk is gunstig gelegen qua verkeersaders. Steenwijk heeft 3 afritten aan de A32: Steenwijk-Zuid, Steenwijk en Steenwijk-Noord. Ook lopen de provinciale wegen N333 en de N334 van en naar Steenwijk. Steenwijk heeft ook een eigen rondweg die overloopt van de Meppelerweg via de Schansweg om uiteindelijk als Zuidveenseweg samen te komen met de N333. Deze rondweg zorgt ervoor dat zowel het zuiden en het westen van de stad als het dorp Zuidveen goed bereikbaar zijn vanaf de A32 (afslag Steenwijk-Zuid).

### Openbaar vervoer
Station Steenwijk is een spoorwegstation aan de lijn Leeuwarden – Zwolle. Alle reizigerstreinen stoppen op dit station. Voor het station ligt een busstation. Er zijn diverse busverbindingen richting omliggende plaatsen, zoals Blokzijl, Giethoorn, Havelte, Meppel, De Blesse, Oldemarkt, Noordwolde en Zwolle.

## Sport
In de stad Steenwijk wordt er op verschillende niveaus in verschillende takken sport bedreven.
- Wielrennen: Het Pijnlijke Zadeltje HPZ
- Voetbal: VV d'olde Veste 54, VV Steenwijker Boys, VV Steenwijk
- Hockey: MHC Steenwijk
- Volleybal: Volleybalvereniging Steevast
- Zwemmen/Waterpolo: Steenwijk'34
- Atletiek: AV Start'78
- Basketbal: BC Arta
- Korfbal: KV Noveas
- Tennis: LTC Steenwijk
- Turnen: CSV Advendo
- Boogschieten: Robin Hood Vereniging van Handboogschutters Steenwijkerland
- Hengelsport: HSV Steenwijk
- Roeien: Roeivereniging 't Diep
- Biljarten: BV Steenwijk

## Cultuur

### Bezienswaardigheden

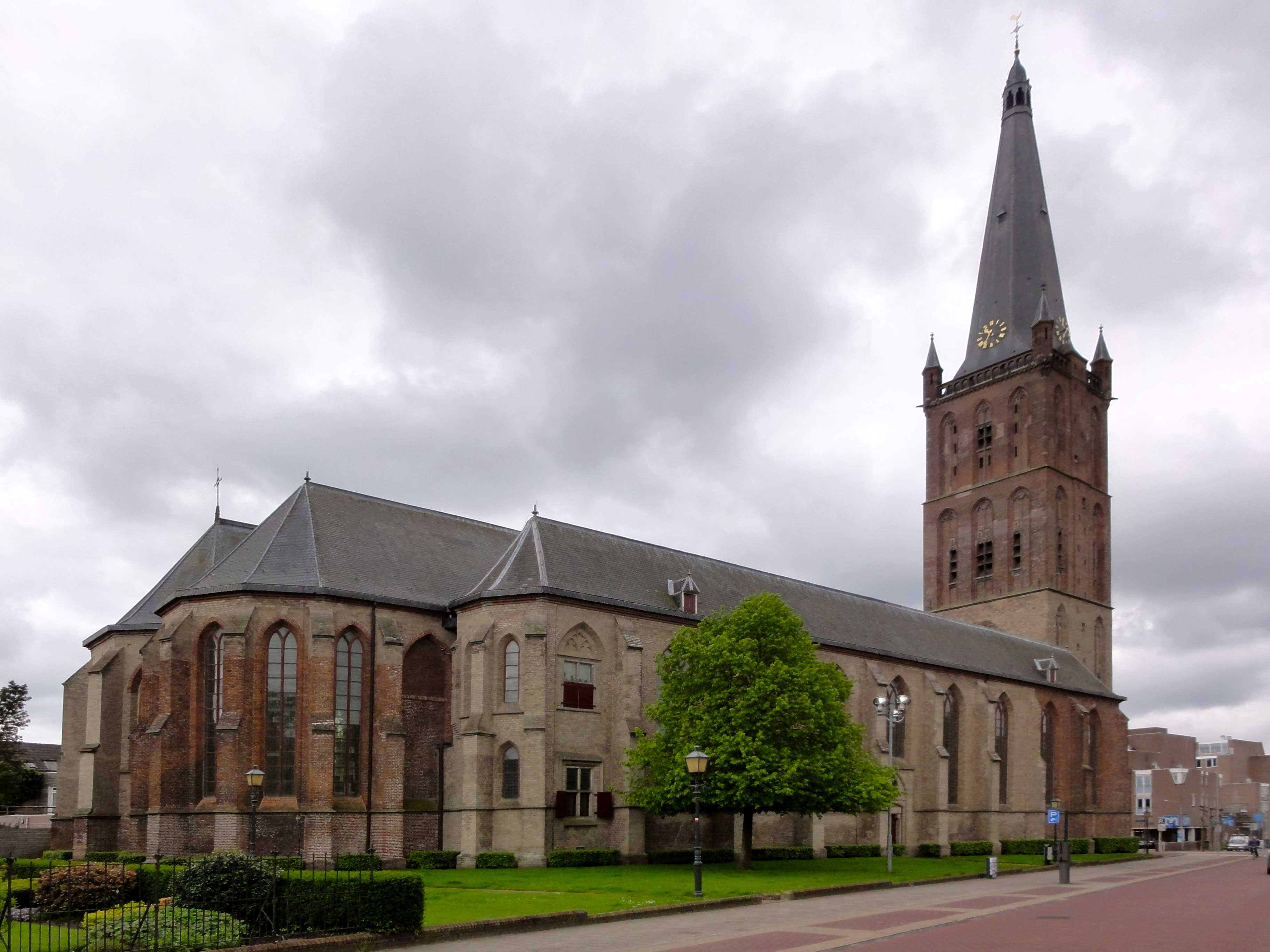
Grote of Sint-Clemenskerk

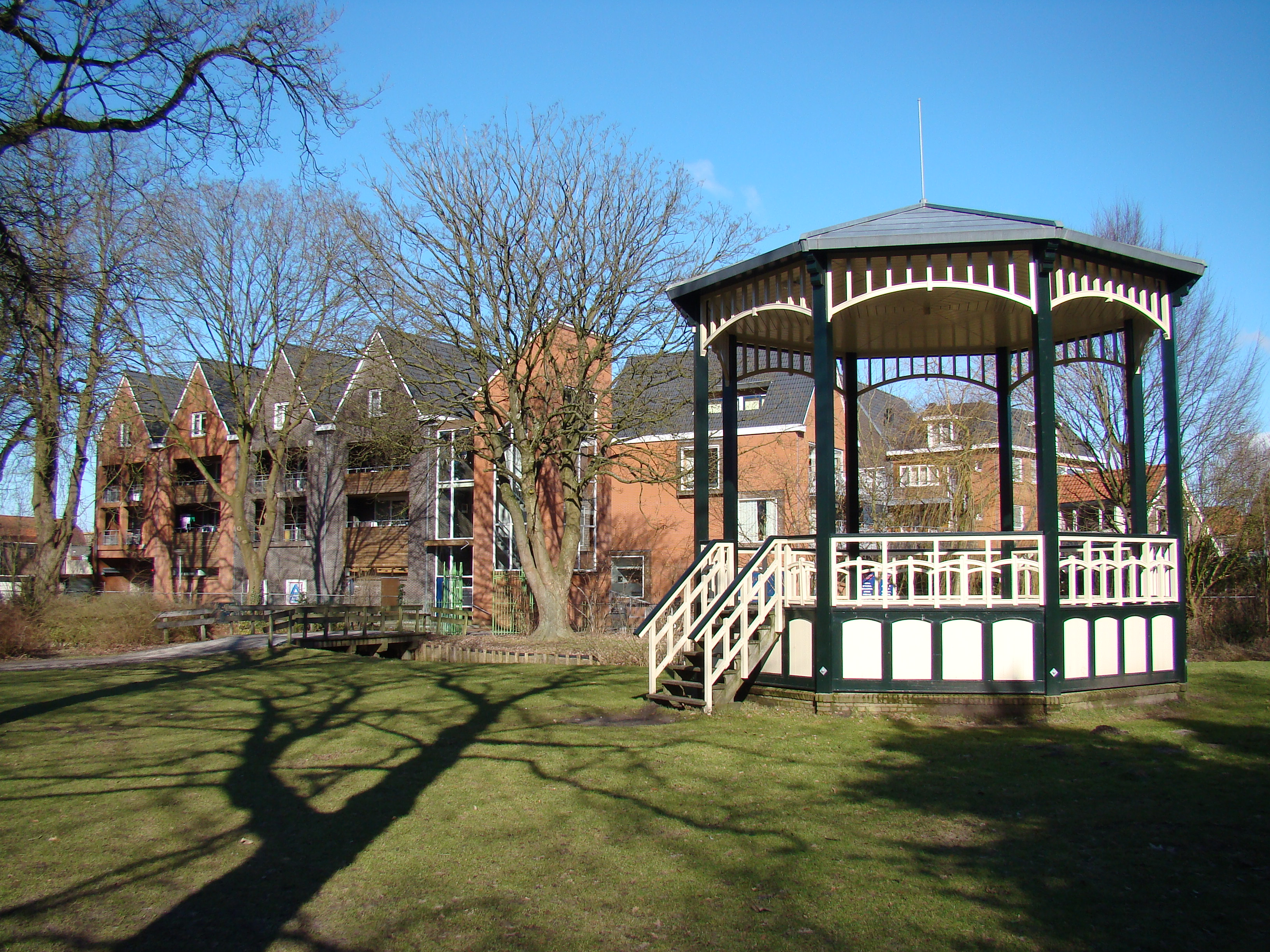
Stadspark

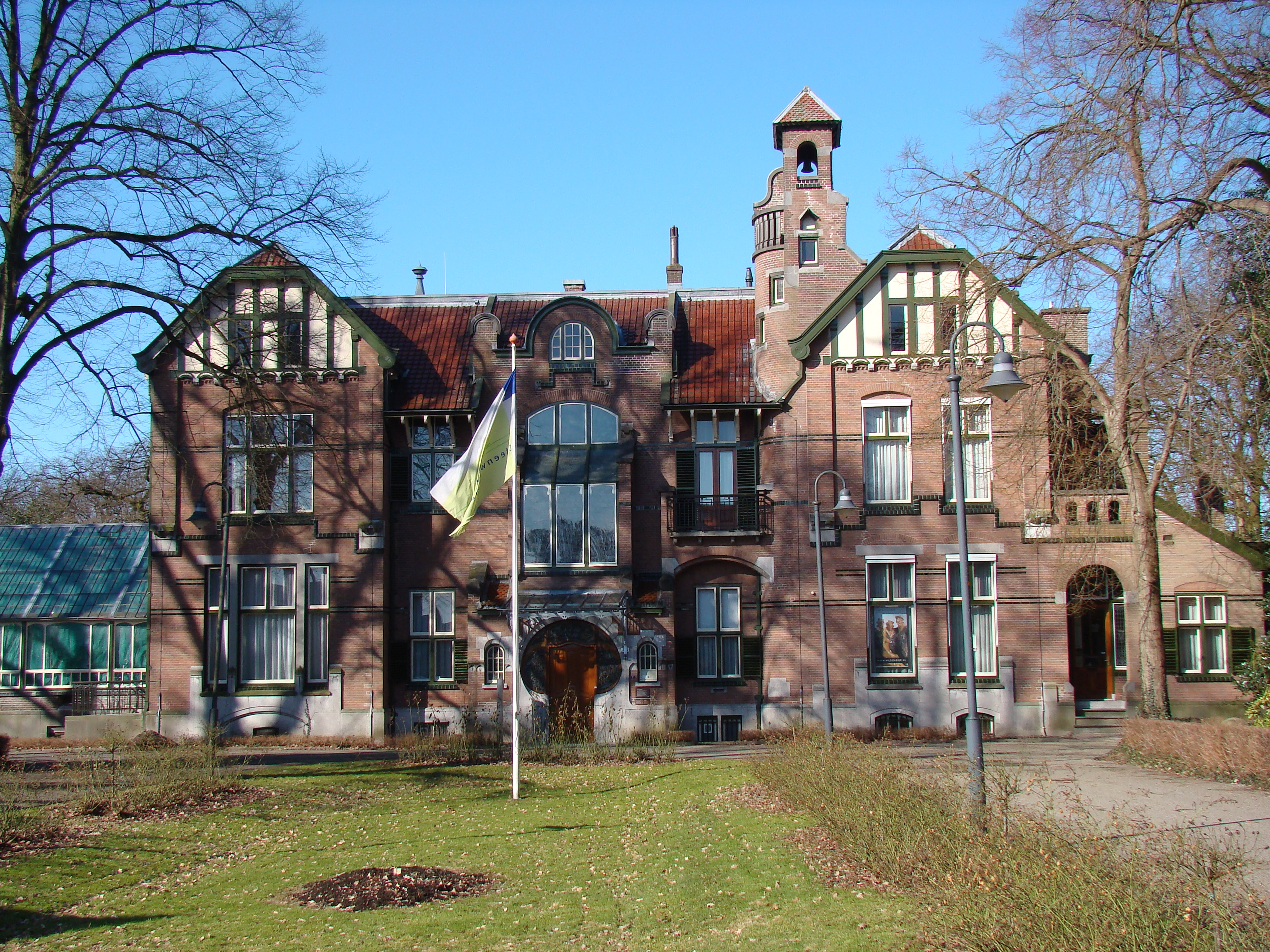
Rams Woerthe

- Grote of Sint-Clemenskerk en -toren
- Kleine of Onze-Lieve-Vrouwekerk
- De Markt
- Stadsmuseum Steenwijk aan de Markt
- Het Swindermannegien
- Rams Woerthe en het stadspark
- Langste zitbank ter wereld (verplaatst)
- Stadsgrachten en stadswallen
- Antieke smederij in Stadslogement Steenwijk
- Koe en Kalf, op een helling van de Woldberg
- Geologisch monument Wolterholten
- Gemaal 'De Meenthe'
- De Kamp

Steenwijk telt 62 rijksmonumenten.
Kaart van het oude centrum van Steenwijk.

### Media
- Opregte Steenwijker Courant
- De Stentor (Zwolse courant regio Noordwest-Overijssel)

## Geboren in Steenwijk
- Bernardus Paludanus (1550-1633), rariteitenverzamelaar, dokter en wetenschapper
- Hendrik Willem Middendorp (1842-1918), arts en professor
- Carel Frederik Cordes (1851-1927), fotograaf en kunstschilder
- Leo Polak (1880-1941), filosoof, rechtsgeleerde, hoogleraar, vrijdenker en humanist
- Hildo Krop (1884-1970), beeldhouwer en sierkunstenaar
- Wim de Bois (1896-1975), voetballer
- Bate Gerrit Peereboom (1900-1944), militair en politicus
- Willy Wielek-Berg (1919-2004), vertaalster en filmcriticus
- Ko Kiers (1930-2006), politicus en ondernemer
- Luc Bijker (1932-2018), voetballer
- Gerrie ter Horst (1943-1993), voetballer
- Wim Noordhoek (1943), radiomaker, journalist en auteur
- Cobie Buter (1946), zwemster
- Hans Kombrink (1946), Tweede Kamerlid, staatssecretaris, waarnemend burgemeester en wethouder
- Teun Kist (1950), voetballer
- Kees Kist (1952), voetballer
- Henk Jan Bolding (1955), ambtenaar en burgemeester
- Hajo Bruins (1959), acteur
- Moon Baker (Monique Bakker) (1966), zangeres
- Dino Bouterse (1972), crimineel, zoon van de Surinaamse president Desi Bouterse
- Nerena Ruinemans (1979), model, Miss Nederland 1998/1999
- Sharon Bruinenberg (1996), voetbalster